# Tahiat Alalam
Tahiat Alalam je himna Ujedinjenih Arapskih Emirata.
| Arapski | Transliteracija | Prijevod (prema engleskom) |
| --- | --- | --- |
| عيشي بلادي عاش اتحاد إماراتنا عشت لشعب دينه الإسلام هديه القرآن حصنتك باسم الله يا وطن بلادي بلادي بلادي بلادي حماك الاله شرور الزمان أقسمنا أن نبني نعمل نعمل نخلص نعمل نخلص مهما عشنا نخلص نخلص دام الأمان و عاش العلم يا إماراتنا رمز العروبة كلنا نفديك بالدما نرويك نفديك بالأرواح يا وطن | ʿĪšī bilādī, ʿāš ittiḥādu imārātinā ʿIšta li-šaʿbin Dīnuhu l-islāmu hadīhu l-qur'ānu Ḥassantuki bismillāhi yā watanu Bilādī, bilādī, bilādī, bilādī Ḥamāki l-ilāhu šurūra z-zamāni Aqsamnā an nabnī naʿmalu Naʿmalu naḫlasu naʿmalu naḫlasu Muhimman ʿišnā naḫlasu naḫlasu Dām al-amān wa ʿāš al-ʿalamu yā imārātī Ramzu l-ʿurūbati Kullunā nafdīki bid-dimā nurwikī Nafdīki bil-arwāhi yā watanu | Živi moja zemljo, jedinstvo naših Emirata neka živi Živio si za zemlju Čija je vjera Islam i vodilja Kur'an Napravio sam te jačom u ime Božje, o domovino Moja zemljo, moja zemljo, moja zemljo, moja zemljo Bog te očuvao od zala vremena Zakleli smo se graditi i raditi Raditi iskreno, raditi iskreno Sve dok živimo, iskreno, iskreno Sigurnost traje i zastava živi, o naši Emirati Simbol arabizma Svi se žrtvujemo za tebe, dajemo ti svoju krv Žrtvujemo se za tebe svojim dušama, o domovino |